# 巴拉達 (內布拉斯加州)
巴拉達（英語：Barada）是位於美國內布拉斯加州理查森縣的村。

## 人口
根據2020年美國人口普查的數據，巴拉達的面積為0.23平方千米，皆為陸地。當地共有人口21人，而人口密度為每平方千米91人。